# Paul Winter
Paul Winter (født 31. august 1939 i Altoona, Pennsylvania) er en amerikansk saxofonist og komponist.
Winter er nok mest kendt for sin gruppe The Paul Winter Consort, som blev dannet sidst i 1960'erne, og hvor flere store jazz- og rockmusikere medvirkede gennem årene, bl.a. Ralph Towner, Paul McCandless og Billy Cobham.
Paul Winter var en af de første amerikanere, som tog på turné med sit orkester først i 1960'erne som kulturambassadører for den amerikanske stats kulturdepartement i Latinamerika.
Winter slog over i en mere verdensmusikorienteret retning først i 1970'erne og var meget aktiv i beskyttelsen af naturen og dyrelivet rundt omkring i Verden. 

## Udvalgt diskografi
I eget navn
- The Sound Of Ipanema
- Rio
- Common Ground
- Calling´s
- Sun Singer
- Canyon
- Wintersong
- Whales Alive
- Earthbeat
- Earth: Voices of a Planet
- Brazilian Days

Med The Paul Winter Consort
- The Winter Consort
- Something In The Wind
- Icarus
- Earthdance
- Wolf Eyes
- Turtle Island
- Concert For The Earth
- Miho: Journey to The Mountains